# Giải bóng đá vô địch quốc gia Turkmenistan 2008
Giải bóng đá vô địch quốc gia Turkmenistan 2008 hay Ýokary Liga 2008 là mùa giải thứ 16 của Giải bóng đá vô địch quốc gia Turkmenistan, giải bóng đá cao nhất của Turkmenistan. Giải khởi tranh ngày 12 tháng 4 năm 2008.
- FC Bagtyýarlyk, FC Ahal, Gara Altyn Balkanabat và FC Altyn Asyr là các đội bóng lên chơi ở hạng đấu cao nhất Turkmenistan.
- Đội bóng vắng mặt là Köpetdag Aşgabat, 6 lần vô địch Turkmenistan và vào bán kết Cúp các câu lạc bộ đoạt cúp bóng đá quốc gia châu Á 1997-98 đã giải thể vì lý do tài chính.
- Vào tháng 7, Lebap (Türkmenabat) đổi tên thành Bagtyýarlyk;

## Đội bóng Ngoại hạng (2008)
| Câu lạc bộ            | Thành phố     | Mùa giải 2007 |
| --------------------- | ------------- | ------------- |
| FC Ahal               | Ahal Province | —             |
| FC Altyn Asyr         | Ashgabat      | —             |
| FC Aşgabat            | Ashgabat      | Vô địch       |
| Gara Altyn Balkanabat | Balkanabat    | —             |
| HTTU Aşgabat          | Ashgabat      | thứ 2         |
| FC Bagtyýarlyk        | Türkmenabat   | —             |
| Merw Mary             | Mary          | thứ 6         |
| Nebitçi Balkanabat    | Balkanabat    | thứ 3         |
| Şagadam Türkmenbaşy   | Turkmenbaşy   | thứ 5         |
| Talyp Sporty Aşgabat  | Ashgabat      | thứ 4         |
| Turan Daşoguz         | Daşoguz       | thứ 7         |

## Bảng xếp hạng
|    | Đội bóng              | St | T  | H | B  | BT | BB | HS  | Đ  |
| -- | --------------------- | -- | -- | - | -- | -- | -- | --- | -- |
| 1  | FC Aşgabat(c)         | 20 | 16 | 4 | 0  | 48 | 4  | 44  | 52 |
| 2  | HTTU Aşgabat          | 20 | 14 | 5 | 1  | 55 | 9  | 46  | 47 |
| 3  | Nebitçi Balkanabat    | 20 | 14 | 2 | 4  | 42 | 16 | 26  | 44 |
| 4  | Merw Mary             | 20 | 10 | 5 | 5  | 31 | 22 | 9   | 35 |
| 5  | Talyp Sporty Aşgabat  | 20 | 7  | 8 | 5  | 21 | 10 | 11  | 29 |
| 6  | Şagadam Türkmenbaşy   | 20 | 7  | 6 | 7  | 20 | 19 | +1  | 27 |
| 7  | Turan Daşoguz         | 20 | 7  | 4 | 9  | 18 | 40 | −22 | 25 |
| 8  | FC Altyn Asyr         | 20 | 7  | 2 | 11 | 21 | 20 | +1  | 23 |
| 9  | Gara Altyn Balkanabat | 20 | 6  | 2 | 12 | 27 | 34 | −7  | 20 |
| 10 | FC Ahal               | 20 | 1  | 1 | 18 | 12 | 68 | −56 | 4  |
| 11 | FC Bagtyýarlyk        | 20 | 1  | 1 | 18 | 7  | 60 | −53 | 1  |

## Vua phá lưới
| Vị thứ. | Cầu thủ             | Bàn thắng | Câu lạc bộ   |
| ------- | ------------------- | --------- | ------------ |
| 1.      | Berdi Şamyradow     | 11        | HTTU Aşgabat |
| =       | Mämmedaly Garadanow | 11        | HTTU Aşgabat |